# Dyskografia Masta Killi
Poniżej przedstawiona jest dyskografia amerykańskiego rapera Masta Killi.

## Dyskografia

### Albumy Studyjne
| Rok  | Tytuł                                                                    | Pozycja      | Pozycja  | Pozycja  | Certyfikat |
| Rok  | Tytuł                                                                    | U.S. Hot 200 | U.S. R&B | U.S. Rap | Certyfikat |
| ---- | ------------------------------------------------------------------------ | ------------ | -------- | -------- | ---------- |
| 2004 | No Said Date - Wydany: 1 czerwca 2004 - Wytwórnia: Nature Sounds         | 136          | 31       | —        |            |
| 2006 | Made in Brooklyn - Wydany: 8 sierpnia 2006 - Wytwórnia: Nature Sounds    | 176          | 42       | 23       |            |
| 2012 | Selling My Soul - Wydany: 11 grudnia 2012 - Wytwórnia: Nature Sounds     | —            | —        | —        |            |
| 2017 | Loyalty Is Royalty - Wydany: 29 września 2017 - Wytwórnia: Nature Sounds | —            | —        | —        |            |
| 2025 | Balance - Wydany: 30 maja 2025 - Wytwórnia: Nature Sounds                | —            | —        | —        |            |

### Albumy koncertowe
| Rok  | Tytuł                                                           |
| ---- | --------------------------------------------------------------- |
| 2010 | Masta Killa Live - Wydany: 30 marca 2010 - Wytwórnia: Gold Dust |

### Single
| Rok  | Tytuł            | Album            |
| ---- | ---------------- | ---------------- |
| 2003 | No Said Date     | No Said Date     |
| 2003 | Digi Warfare     | No Said Date     |
| 2004 | D.T.D            | No Said Date     |
| 2006 | Ringing Bells    | Made in Brooklyn |
| 2006 | It's What It Is  | Made in Brooklyn |
| 2006 | Brooklyn King    | Made in Brooklyn |
| 2006 | Iron God Chamber | Made in Brooklyn |
| 2006 | Street Corner    | Made in Brooklyn |

## Występy gościnne
| Rok  | Utwór                                     | Wykonawca           | Album                                                  |
| ---- | ----------------------------------------- | ------------------- | ------------------------------------------------------ |
| 1995 | - "Snakes"                                | Ol' Dirty Bastard   | Return To The 36 Chambers: The Dirty Version           |
| 1995 | - "Glaciers of Ice" - "Wu-Gambinos"       | Raekwon             | Only Built 4 Cuban Linx…                               |
| 1995 | - "Duel of the Iron Mic"                  | GZA                 | Liquid Swords                                          |
| 1995 | - "Assasination Day" - "Winter Warz"      | Ghostface Killah    | Ironman                                                |
| 1997 | - "Execute Them"                          | Wu-Tang Killa Beez  | Wu-Tang Killa Bees: The Swarm                          |
| 1997 | - "5 Star"                                | Killarmy            | Silent Weapons for Quiet Wars                          |
| 1997 | - "Illusions"                             | Sunz of Man         | The Last Shall Be First                                |
| 1998 | - "Spazzola"                              | Method Man          | Tical 2000: Judgement Day                              |
| 1998 | - "Element of Suprise"                    | La the Darkman      | Heist of the Century                                   |
| 1998 | - "Resurrection"                          | Public Enemy        | He Got Game                                            |
| 1998 | - "Mantis"                                | RZA                 | Bobby Digital in Stereo                                |
| 1999 | - "Friction"                              | Inspectah Deck      | Uncontrolled Substance                                 |
| 1999 | - "The Table"                             | Raekwon             | Immobilarity                                           |
| 1999 | - High Price Small Reward" - "1112"       | GZA                 | Beneath The Surface                                    |
| 1999 | - "Fast Shadow" - "The Man"               | RZA                 | Ghost Dog: Droga Samuraja (ścieżka dźwiękowa)          |
| 1999 | - "Shaolin Temple"                        | Wu-Tang Clan        | Soundtrack do gry Wu-Tang: Shaolin Style               |
| 2000 | - "Wu Banga 101"                          | Ghostface Killah    | Supreme Clientele                                      |
| 2001 | - "Mortal Kombat"                         | Afu-Ra              | Body of the Life Force                                 |
| 2001 | - "Eyes a Bleed (RZA remix)"              | Bounty Killer       | Wu-Chronicles, Chapter 2                               |
| 2001 | - "Glocko Pop" - "Brooklyn Babies"        | RZA                 | Digital Bullet                                         |
| 2002 | - "Fam (Members only)"                    | GZA                 | Legend of the Liquid Sword                             |
| 2003 | - "Grits" - "The Whistle" - "Koto Chotan" | RZA                 | Birth of a Prince                                      |
| 2003 | - "Always NY"                             | Mathematics         | Love, Hell & Right                                     |
| 2003 | - "Musketeers of Pig Alley"               | Raekwon             | The Lex Diamond Story                                  |
| 2004 | - "Chains"                                | R.A. the Rugged Man | Die, Rugged Man, Die                                   |
| 2004 | - "Black Mamba"                           | Wu-Tang Clan        | Kill Bill 2 (soundtrack)                               |
| 2005 | - "Just The Thought"                      | Prefuse 73          | Surrounded by Silence                                  |
| 2005 | - "USA" - "Break That"                    | Mathematics         | The Problem                                            |
| 2005 | - "Living Like Dat"                       | Afu-Ra              | State of the Arts                                      |
| 2005 | - "Unstoppable Threats"                   | DJ Muggs vs GZA     | Grandmasters                                           |
| 2006 | - "9 Mill Bros"                           | Ghostface Killah    | Fishscale                                              |
| 2006 | - "Sound of the Slums"                    | Inspectah Deck      | The Resident Patient                                   |
| 2007 | - "King Toast Queen" - "Wu Banga (remix)" | Mathematics         | Mathematics Presents Wu-Tang Clan & Friends Unreleased |
| 2007 | - "In the Name of Allah"                  | Cilvaringz          | I                                                      |
| 2007 | - "Killa Lipstick"                        | Ghostface Killah    | The Big Doe Rehab                                      |
| 2008 | - "The PJ's"                              | Pete Rock           | NY's Finest                                            |
| 2008 | - "Change The Game"                       | BossFather          | Future Legends                                         |
| 2008 | - "East Ya Food"                          | Brooklyn Zu         | Chamber #9 Verse 32                                    |
| 2008 | - "Pencil"                                | GZA                 | Pro Tools                                              |
| 2009 | - "Fire"                                  | Cappadonna          | Slang Prostitution                                     |
| 2009 | - "We Will Rob You" - "Kiss The Ring"     | Raekwon             | Only Built 4 Cuban Linx… Pt. II                        |
| 2010 | - "Remarkable Timing"                     | 60 Second Assassin  | Remarkable Timing                                      |